# Port lotniczy Mo i Rana
Port lotniczy Mo i Rana – krajowy port lotniczy położony w Mo i Rana. Jest jednym z największych portów lotniczych w północnej Norwegii.

## Linie lotnicze i połączenia
| Linia lotnicza | Kierunek                                                       |
| -------------- | -------------------------------------------------------------- |
| Widerøe        | 1. Bodø 2. Mosjøen 3. Namsos (od 23 czerwca 2024) 4. Trondheim |